# 弦楽四重奏曲第6番 (ショスタコーヴィチ)
弦楽四重奏曲第6番 ト長調 作品101 は、ドミートリイ・ショスタコーヴィチが1956年に作曲した弦楽四重奏曲である。同年10月7日に、ベートーヴェン弦楽四重奏団によってレニングラードで初演された。

## 曲の構成
全4楽章、演奏時間は約25分。
- 第1楽章 アレグレット
ト長調、4分の4拍子、ソナタ形式。
- 第2楽章 モデラート・コン・モート
変ホ長調、4分の3拍子、ロンド形式。
スケルツォ楽章。
- 第3楽章 レント
変ロ短調、4分の4拍子、パッサカリア形式。
主題と7つの変奏による。
- 第4楽章 レント - アレグレット
ト長調、4分の3拍子、ロンドソナタ形式。
アルバン・ベルクの『抒情組曲』とリヒャルト・シュトラウスの『メタモルフォーゼン』の2曲からの影響がうかがえる。展開部は第1主題中心で、再現部は第2主題のみ。